# Obléhání Olomouce (1643–1645)
Obléhání Olomouce v letech 1643–1645 spočívalo ve dvou obléhacích pokusech císařské armády dobýt město Olomouc obsazenou Švédskou armádou, na podzim roku 1643, posléze pak od června 1644 do března 1645 v pozdní fázi třicetileté války. Ani po druhém souvisle tři čtvrtě ročním obléhání se rakouským silám nepodařilo město dobýt a tak prostor vyklidily a Olomouc tak zůstala ve švédském držení až do roku 1650. Druhý obléhací pokus patří pak k nejdéle trvajícím obléhacím akcím v českých zemích v rámci celé války i celé české vojenské historie.

## Předcházející události
Roku 1630 Švédsko za vlády krále Gustava II. Adolfa oficiálně vstoupilo do třicetileté války a zapojilo se do bojů v západní Evropě. Nový velitel švédského vojska Lennart Torstenson, který nastoupil po zemřelém Johanu Banérovi, zahájil pak v roce 1642 invazi proti Habsburské monarchii přes Slezsko na Moravu. Po pouhých čtyřech dnech dobývání dne 14. června 1642 město pod velením Antonína Miniatiho vzdalo švédské armádě. Během této okupace počet obyvatel města klesl na pouhých 1675 obyvatel (dobové zprávy uvádí z původních 30 tisíc, reálně však asi z 15 tisíc), ze 623 měšťanských domů zůstalo obyvatelných jen 145 a ze 77 šlechtických obydlí pouze 23. Mimo to sídlily švédské posádky také v Tovačově, v Moravském Šternberku, v Uničově, na Sovinci a ve Fulneku.

## Obléhání

### První obléhání císařskými
K prvnímu obléhání po švédské okupaci došlo na podzim roku 1643 velením generála Jana Kryštofa Puchheima. To trvalo maximálně několik měsíců a nejspíše v prosinci Buchheim s vojskem odtáhl, aby se připojil k trestné výpravě hraběte Jana z Rottalu, někdejšího moravského zemského hejtmana, proti znovu propuknuvšímu Valašskému povstání, zakončené v lednu 1644 bitvou u Vsetína. 

### Druhé obléhání císařskými
V červnu 1644 využilo císařské vojsko Torstensonova tažení mimo Moravu a armáda rakouského arcivévody Leopolda I. Viléma pod velením generála Ladislava Buriana z Valdštejna (1596–1649), někdejšího nejvyššího zemského maršálka. Odříznutí zásobování města a odstřelování hradeb z děl však po několik měsíců nepřinášelo úspěch. K útočnému průniku za hradby došlo během odvážné akce vedené tehdejším původem francouzským plukovníkem Louisem Raduitem de Souches. Jednotka o počtu asi šesti set mužů pronikla vykopaným podzemním tunelem a následně pak kanalizací do budovy děkanství v místě tzv. Předhradí. Ve městě s nimi měl spolupracovat jeden ze zdejších mnichů, došlo však k vyzrazení akce, Švédové v kritickém místě posílili obranu a císařští vojáci bylo zatlačeni na ústup.

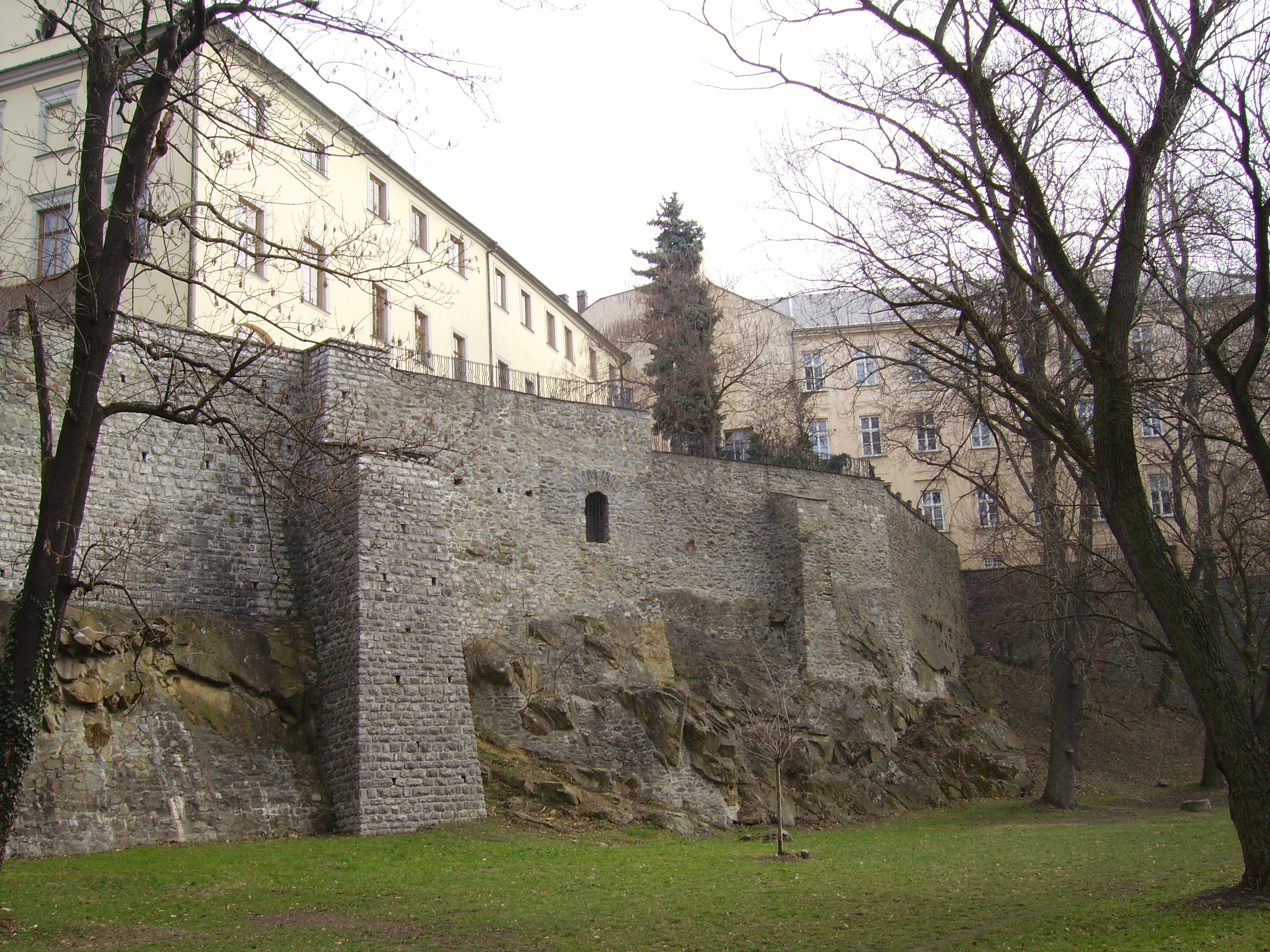
Pozůstatky gotického opevnění města

Další měsíce obléhání byly rovněž neúčinné, a když pak Švédové drtivě zvítězili nad katolickými silami v bitvě u Jankova v lednu 1645 a zahájili tažení na Vídeň, zanechala armáda Leopolda Viléma akcí a vydala se švédské armádě vstříc.

## Důsledky
Švédská vojska město, kterému tehdy reálně hrozil úplný zánik, opustila až v roce 1650, dva roky po vestfálském míru, po zaplacení rakouských válečných reparací Švédsku.
Císař Ferdinand III. pak roku 1655 prohlásil Olomouc díky její strategické pozici pevnostním městem, čímž zahájil dlouhodobou výstavbu olomoucké pevnosti. Projekt přestavby dosavadního městského opevnění vypracoval v roce 1658 polní maršálek Louis Raduit de Souches, který Olomouc z obléhacích operací znal a vydobyl si slávu při švédském obléhání Brna roku 1645. Do konce 17. století došlo k výstavbě několika bastionů na severní a východní straně města.